# Dichagyris gracilis
Dichagyris gracilis is een vlinder uit de familie uilen (Noctuidae). De wetenschappelijke naam is voor het eerst geldig gepubliceerd in 1929 door Wagner.
De soort komt voor in Europa.